# Moja ciemność
moja ciemność – pierwszy album studyjny polskiej piosenkarki Bryski. Wydawnictwo ukazało się 22 kwietnia 2022 nakładem wytwórni muzycznej Magic Records. Zdobył tytuł platynowej płyty w Polsce. Znalazł się na 6. pozycji zestawienia OLiS.
18 listopada 2022 ukazała się dwupłytowa, specjalna edycja albumu – [moja ciemność]² .

## Lista utwórów
1. „Ciemność"
2. „Odbicie"
3. „Bajek deszcz"
4. „Na legalu"
5. „Kręgi w zbożu"
6. „Mam kogoś lepszego- Skytech Remix"
7. „Antarktyda"
8. „Burn This Love"
9. „Narkotyk"
10. „Jagodowe oczy"
11. „Drama"
12. „uff"
13. "Guma balonowa"
14. "Lizak" (zapis stylizowany: 🍭)[7]:
15. "ABC- Gabi producent dla misia" (zapis stylizowany: ABC (Gabi Producent dla 🐻))[8]:

Edycja Deluxe (Deluxe Edition):
1. "Jestem bryska"
2. "lato (pocałuj mnie)- MANDEE Remix"
3. "BFF"
4. "Neonowe laczki"
5. "Panika"
6. "Burn This Love by Alex Parker"
7. "Nagłos"
8. "Naiwna"
9. "Drama"
10. "Lato (pocałuj mnie)"
11. "Odbicie"

## Lista utworów[moja ciemność]²:[6]
CD 1 "Moja ciemność'":
1. "ciemność"
2. "odbicie (Mark Neve Remix)"
3. "bajek deszcz"
4. "na legalu"
5. "kręgi w zbożu"
6. "mam kogoś lepszego (Skytech Remix)"
7. "Antarktyda (prod. sedguy)"
8. "Burn This Love (bryska x HAUZ)"
9. "Narkotyk (Jordan Banks Remix)"
10. "jagodowe oczy"
11. "drama (MANDEE Remix)"
12. "uff"
13. "guma balonowa"
14. "lizak"
15. "ABC"

CD 2 "[Moja ciemność]2":
1. "kraksa"
2. "Nie tęsknię za nikim"
3. "sennik"
4. "sennik (vol.2)"
5. "#fejm"
6. "Samba (YouNotUs x bryska)"
7. "lasagne"
8. "Emergency (HAUZ x Nico & Vinz x bryska)"
9. "Mary Jane"
10. "nie RATUJ MNIE"